# 社会保険料控除
社会保険料控除（しゃかいほけんりょうこうじょ）とは、所得税及び住民税の所得控除の一つで、社会保険料を支払った場合に所得金額から控除されるものである。

## 日本の場合
自己又は自己と生計を一にする配偶者その他の親族の負担すべき社会保険料を支払った場合又は給与や年金から差し引かれた場合には、その支払った又はその差し引かれた金額が総所得金額等から控除される制度で、物的控除である。（所得税法74条、地方税法34条1項3号、314条の2第1項3号）

### 控除の対象者
給与・年金からの天引きがあった場合は、給与・年金の支払いを受ける者のみが控除を受けることができる。これに対し、納付書や口座振替で保険料を支払った場合（家族名義の預金口座から引き落とされたものも含む）は、実際に社会保険料を負担した者（預金口座の名義人）が控除の対象となり、必ずしも自己の社会保険料だけが控除の対象となるわけでない。
したがって同一生計の場合で納付書で社会保険料を納める場合は、一般的に一番所得が高い者が社会保険料を負担することが税務上有利となる。ただし、年金天引きの場合はこの手段が用いることができないため、後期高齢者医療制度の導入当初は一定以上の年金支給を受ける場合は年金天引きで保険料を納めることが義務付けられたことから批判を浴び、後に口座振替での納付を一定の要件で認めるように改正された。
なお、同一生計であっても法律上の親族関係がない者の保険料を支払っても社会保険料控除の対象とならない。

### 控除の対象となる社会保険料
所得税法で直接規定している社会保険料
- 一 　健康保険法 の規定により被保険者として負担する健康保険の保険料
- 二 　国民健康保険法の規定による国民健康保険の保険料又は地方税法の規定による国民健康保険税
- 二の二 　高齢者の医療の確保に関する法律 の規定による保険料
- 三 　介護保険法の規定による介護保険の保険料
- 四 　労働保険の保険料の徴収等に関する法律の規定により雇用保険の被保険者として負担する労働保険料
- 五 　国民年金法の規定により被保険者として負担する国民年金の保険料及び国民年金基金の加入員として負担する掛金
- 六 　独立行政法人農業者年金基金法 の規定により被保険者として負担する農業者年金の保険料
- 七 　厚生年金保険法の規定により被保険者として負担する厚生年金保険の保険料及び厚生年金基金の加入員として負担する掛金（同法第百四十条第四項 （徴収金）の規定により負担する徴収金を含む。）
- 八 　船員保険法の規定により被保険者として負担する船員保険の保険料
- 九 　国家公務員共済組合法の規定による掛金
- 十 　地方公務員等共済組合法の規定による掛金（特別掛金を含む。）
- 十一 　私立学校教職員共済法の規定により加入者として負担する掛金
- 十二 　恩給法第五十九条 （恩給納金）（他の法律において準用する場合を含む。）の規定による納金

 所得税法施行令208条で規定する社会保険料 
- 一 　労働者災害補償保険法第四章の二（特別加入）の規定により労働者災害補償保険の保険給付を受けることができることとされた者に係る労働保険の保険料の徴収等に関する法律の規定による保険料
- 二 　地方公共団体の職員が条例の規定により組織する団体（以下この号において「互助会」という。）の行う職員の相互扶助に関する制度で次に掲げる要件を備えているものとして財務省令で定めるところにより税務署長の承認を受けているものに基づき、その職員が負担する掛金

イ　当該互助会の事業が、地方公務員等共済組合法第五十三条第一項第二号から第十三号 まで（短期給付の種類等）に掲げる給付（当該給付に係る同法第六十一条 （療養に関する退職又は死亡後の給付）の規定による給付を含む。）に類する給付のみを行うものであること。
ロ　イに規定する給付に要する費用は、主として当該職員が負担する掛金及び当該地方公共団体の補助金によつて充てられるものであること。
ハ　当該互助会への加入資格のある者の全員が加入しているものであること。
- 三 　国家公務員共済組合法等の一部を改正する法律（昭和三十六年法律第百五十二号）附則第九条から第十一条 まで（公庫等の復帰希望職員に関する経過措置）の規定による掛金

 租税特別措置法41条の7の規定による社会保険料とみなされるもの 
- 健康保険法附則4条3項又は船員保険法附則3条3項の規定による承認法人等に対し支払う負担金

 租税条約等の実施に伴う所得税法、法人税法及び地方税法の特例等に関する法律5条の2、5条の3の規定により社会保険料とみなされるもの 
- 租税条約の規定により、当該租税条約の相手国等の社会保障制度（当該租税条約に規定する社会保障制度をいう。）に対して支払われる保険料で、我が国の社会保障制度に対して支払われる当該租税条約に規定する強制保険料と同様の方法並びに類似の条件及び制限に従って取り扱うこととされるもの

### 手続き
確定申告、年末調整の際に支払った金額を申告すればよい。国民年金保険料及び国民年金基金の掛金については日本年金機構等が発行する控除証明書等の添付ないし提示が必要であり、外国の社会保険料を申告する際も一定の手続きが必要であるが、e-Taxの場合はそれらを省略できる。
給与所得の源泉徴収票では、 社会保険料等の金額欄の下段に社会保険料控除額と小規模企業共済等掛金控除額の合計額で記載される。